# О’Мара, Кейт
Кейт О’Мара (англ. Kate O'Mara; наст. имя Фрэнсис Мередит Кэрролл; 10 августа 1939, Лестер — 30 марта 2014[…], Суссекс, Юго-Восточная Англия) — английская актриса. О’Мара, пожалуй, наиболее известна благодаря своей роли Киаресс Моррелл, злобной сестры Алексис Колби (Джоан Коллинз) в прайм-тайм мыльной опере ABC «Династия». Она появилась в шестом и седьмом сезонах шоу в 1986 году. О’Мара появилась лишь в 21 эпизоде шоу, так как Джоан Коллинз посчитала наличие похожей на неё актрисы плохой идеей, и О’Мара вскоре была освобождена от своего пятилетнего контракта на съёмки.
О’Мара за свою карьеру сыграла несколько десятков ролей на британском телевидении, в кино и на театральной сцене Лондона. Она в первую очередь известна благодаря воплощению образов гламурных злодеек во многих британских мыльных операх, а также роли Рани в сериале «Доктор Кто». На большом экране, вне мыльных опер, она снялась в фильмах ужасов «Любовницы-вампирши», «Ужас Франкенштейна», комедии «Екатерина Великая».
О’Мара была замужем дважды и имела двух детей, один из которых в 2012 году совершил самоубийство в её доме. О’Мара в тот момент была госпитализирована с пневмонией, и его тело было обнаружено лишь спустя три недели. О’Мара, страдавшая от приступов депрессии, написала четыре книги, две из которых были автобиографиями. О’Мара умерла 30 марта 2014 года в доме для престарелых Сассекса, после непродолжительной болезни.

## Избранная фильмография
- 1968 — Екатерина Великая / Great Catherine — Варенька
- 1970 — Ужас Франкенштейна / The Horror Of Frankenstein — Элис
- 1974 — Финиковая косточка / The Tamarind Seed — Анна Скрябина